# دي. لي كولفين
دي. لي كولفين هو سياسي أمريكي، ولد في 28 يناير 1880، وتوفي في 7 سبتمبر 1959. نشط حزبياً في Law Preservation Party ‏.